# Deník z Hirošimy

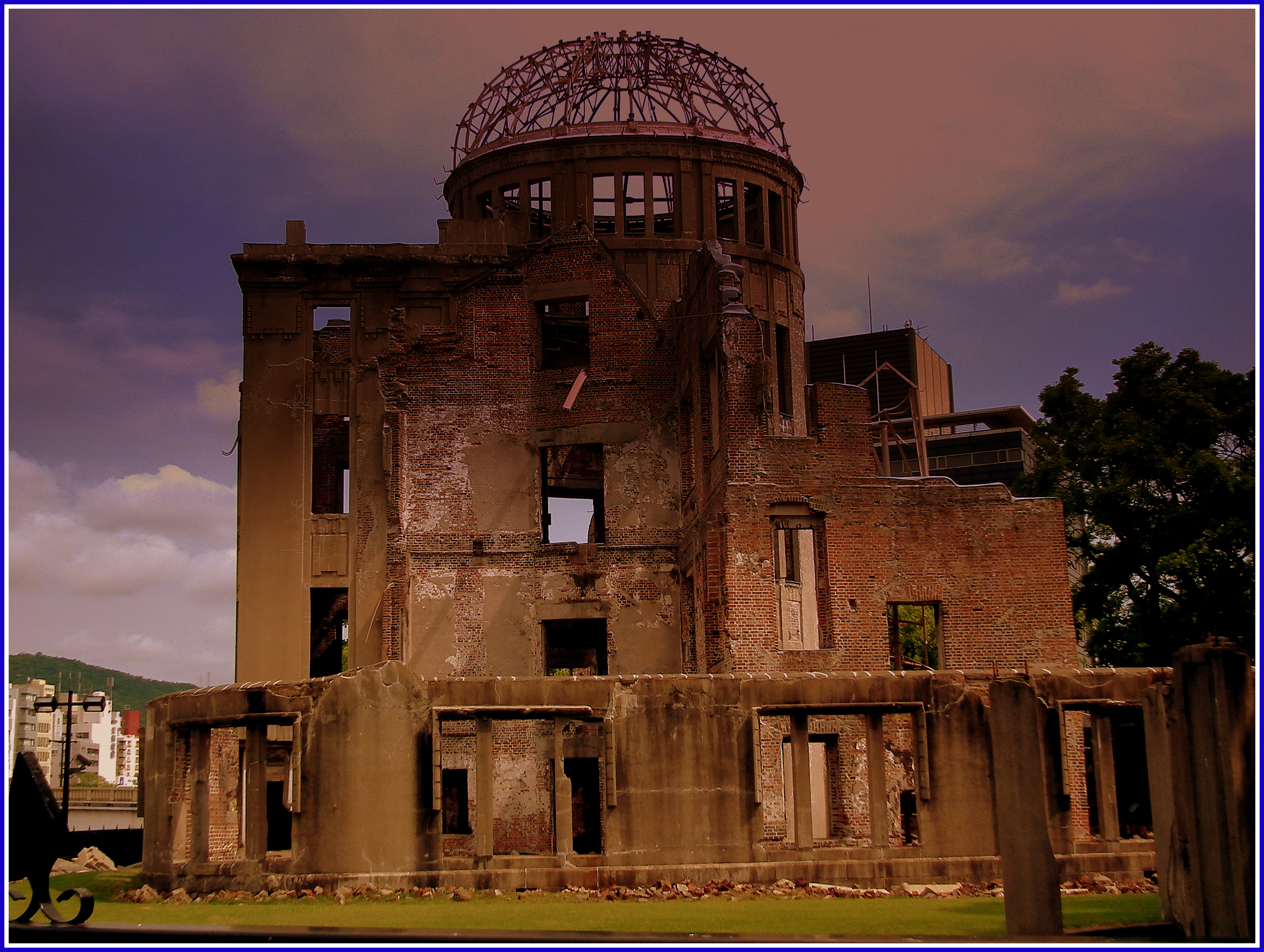
Genbaku či Dóm atomové bomby je jedna z mála budov, která zůstala stát i přesto, že byla postavena pouhých 150 metrů od centra výbuchu.

Deník z Hirošimy, napsaný japonským lékařem, je přímým svědectvím o událostech od 6. srpna do 30. září 1945, zejména pak o svržení atomové bomby na Hirošimu . Jedná se o líčení vlastních zážitků. Mičihiko Hačija popisuje osudy přátel i tragédie neznámých obětí atomové smrti.

## Vydání
- HACHIYA, Michihiko. Deník z Hirošimy : zápisky japonského lékaře od 6. srpna do 30. září 1945. [s.l.]: Práce, 1978.
- HACHIYA, Michihiko. Hiroshima Diary. [s.l.]: Chapel Hill: University of North Carolina, 1955. Dostupné online. ISBN 0-8078-4547-7. (anglicky)